# Supernafamacho
José María Nafría Aguado (Carabanchel, Madrid, 21 de enero de 1973), conocido con el nombre artístico de Supernafamacho, es un MC y productor de hip hop de Madrid. Es miembro del grupo El Club de los Poetas Violentos (CPV) e integrante del equipo de producción Más Graves.

## Biografía
José María Nafría nació y fue criado en Carabanchel, Madrid. 
Comenzó su carrera con el grupo El Club de los Poetas Violentos (CPV) con el que publicaría tres álbumes: Madrid Zona Bruta, La saga continua 24/7 y Grandes Planes. Tras este período, junto al productor Jota Mayúscula se centró en crear y desarrollar Más Graves, el estudio de hip hop más importante de la capital española, trabajando con varios de los más importantes nombres de la escena nacional e internacional.
Tras producir los dos primeros álbumes de Mala Rodríguez, Lujo Ibérico y Alevosía, editaron Más Graves - Sonido Campeón (2008). En 2012, tras sacar como adelanto el sencillo "La Gloria o la Ruina", volvió con su antiguo grupo, CPV, para lanzar un álbum nuevo, Siempre.
El último trabajo editado de Supernafamacho es su tema en solitario "Nicky Santoro", incluido en el recopilatorio Barber Shop Music de Cream Barber Shop, junto con Mucho Muchacho y Duddi Wallace, y producido íntegramente por Fosi B.

## Discografía

### En solitario
- Hasta que amanece (maxisencillo) (C.R.E.A.M., 2002)
- The Bootleg  (mixtape) (2005)
- Gran Reserva (LP) (sin fecha fija)
- Más Graves - Sonido Campeón (2008)
- Barber Shop Music (2015)

### Con El Club de los Poetas Violentos
- Maqueta 91 (maqueta) (1991)
- Madrid, zona bruta (LP) (Yo Gano, 1994)
- Y ahora ke, eh? (maxisencillo) (Yo Gano, 1996)
- La saga continua 24/7 (LP) (1997)
- 9:30 Remix (maxisencillo) (1998)
- Guannais/A muerte (maxisencillo) (Zona Bruta, 1998)
- Grandes planes (LP) (Zona Bruta, 1998)
- Madrid, zona bruta (Edición especial / reedición) (BoaCor, 2006)
- Siempre (LP) (BoaCor, 2012)

## Colaboraciones

### Como MC
- El Meswy — "Bronco estilo" (con Kultama) (Tesis doctoral, 1997)
- 7 Notas 7 Colores — "Mala gente con más" (con Kamikaze) (Hecho, es simple, 1997)
- Frank T — "Campeón de campeones" (con El Chojin) (La gran obra maestra, 1998)
- 7 Notas 7 Colores — Lo peor junto' (con Kamikaze) (77, 1999)
- Jota Mayúscula — "Tranquilo" (Hombre Negro Soltero Busca..., 2000)
- Violadores del Verso — "No pasa nada" (Vicios y virtudes, 2001)
- Mala Rodríguez — Vengo prepará (con Nut Rageous) (Alevosía, 2003)
- El Meswy — "Vuelo 063" (Se habla español, 2003)
- Hablando en Plata — "Horizonte universal" (Supervillanos de alquiler, 2003)
- Laboratorio Hip Hop — Inédito del laboratorio (con Violadores del Verso) (2003)
- Jota Mayúscula — "Más graves 2004" (Una Vida Xtra, 2004)
- Jota Mayúscula — Codo con codo (Camaleón, 2006)
- Uhno — Pero que dices (con Mr Rango) (Apoteósico, 2007)
- Dj Shayman & H.Barriga — "Animal urbano" (con Julio Beltrán) (La Profecía Vol. 1 El mundo de los muertos, 2009)
- El Meswy — Españoles (con Kultama, Gente Jodida, Krazé, Uhno y Duo Kie) (Españoles, 2009)
- Xcese — "Jungle Kings 08" (con Kra Martínez) (Spanisher Mixtape Vol. 2, 2009)
- Jota Mayúscula & Dj Shayman — "Maleantes" (con Pachamama Crew) (Maleantes The Mixtape, 2009)
- Lady Yaco & DJ Cena — Libre (Madera, 2010)
- Swan Fyahbwoy — Sonido Campeón (+Graves)
- Dúo Kie — Fe (+Mucho muchacho)
- Gordo Master — "Poison" (con Kamikaze) (Las 13 Técnicas Del Maestro, 2013)

### Como productor
- SFDK — Siempre fuertes (1999)
- Mala Rodríguez — Lujo Ibérico (2000)
- Mr. Rango — 'Baby tu...' night fever" (2002)
- Shuga Wuga — Malizzia (2002)
- El Meswy — Se Habla Español (2003)
- Mala Rodríguez — Alevosía (2003)
- Mala Rodríguez — Por la noche (2006)
- Uhno — Apoteósico (2007)
- Primer Dan — Mal clima (2007)
- Mas Graves — Sonido Campeón (2008)
- Swan Fyahbwoy — Innadiflames (2009)